# 朝比奈昌広
朝比奈 昌広（あさひな まさひろ、文政10年（1827年） - 明治38年（1905年）8月21日）は、江戸時代の日本の武士・江戸幕府旗本。通称は八太郎、甲太郎。山城守、伊賀守と称した。号は閑水。旗本朝比奈昌寿の子。次女・くには渡辺廉吉の妻。

## 生涯
世子時代の徳川家定の小姓となって将軍就任後もその地位にあり、亡くなるまで側近として仕えていた。文久3年（1863年）、歩兵頭となって上洛。元治元年（1864年）に長崎奉行、慶応元年1865年）に外国奉行を兼務。慶応2年（1866年）、長崎奉行は免じられるが、同年には柴田剛中と共にイタリア使節ヴィットリオ・アルミニョンと会見し日伊修好通商条約を締結している。また、勘定奉行に転身した。慶応3年（1867年）、再度外国奉行、外国惣奉行並、江戸町奉行並を歴任し、主に外国人日本居留者への対応を担った。慶応4年（1868年）1月には再び勘定奉行となるも間もなく免職し寄合となる。
墓所は東京都新宿区の全勝寺にある。法号：徳眼院殿閑水円悟大居士

## 官位官職履歴
※日付＝旧暦
- 弘化3年（1846年）9月28日、小納戸となる。初めは八太郎を称し、在職中に甲太郎に改称。
- 嘉永2年（1849年）4月23日、将軍・徳川家慶付小姓に異動。在職中、従五位下・山城守に叙任。
- 嘉永6年（1853年）9月22日、世継ぎの徳川家定付小姓に異動。同年の家定征夷大将軍宣下の後も留任。
- 安政5年（1858年）7月11日、中奥小姓に異動。在職中、伊賀守に遷任。
- 文久2年（1862年）、家督相続。
- 文久3年（1863年）
  - 5月8日、歩兵頭に異動。
  - 5月25日、同僚の歩兵頭小出英道・藤沢次謙らと共に京都に駐留。
- 元治元年（1864年）10月11日、長崎奉行に異動。
- 慶応元年（1865年）
  - 9月13日、外国奉行を兼帯。
  - 10月22日、上司老中に板倉阿波守勝静が就任し、同年中に、伊賀守へ遷任に伴い、朝比奈は甲斐守に転任。
- 慶応2年（1866年）
  - 6月15日、長崎奉行の兼帯を免ず。
  - 7月16日、外国奉行・柴田剛中らと共に、伊国使節アルミニョンと会見し、日伊修好通商条約を締結した。
  - 8月26日、勘定奉行（公事方）・道中奉行を兼帯。
- 慶応3年（1867年）
  - 3月1日、勘定奉行・道中奉行の兼帯を解く。
  - 6月28日、外国惣奉行並に異動。
  - 7月4日、江戸南町奉行並を兼帯し、江戸の外国人居留地の事務を担当。
- 慶応4年（1868年）
  - 1月15日、勘定奉行（勝手方）に異動。
  - 1月28日、勤仕並寄合となる。

※参考資料：大日本近世史料「柳営補任」